# Кастек (городище)
Кастек (каз. Қастек) — средневековое городище в 2,5 км. к югу от села Кастек Жамбылского района Алматинской области, рядом со входом в ущелье Кастек, в верховьях которого находится одноимённый перевал. Городище расположено у подножия горы Суык-Тобе, на левом высоком обрывистом берегу реки Кастек напротив входа в ущелье, на выходе одной из основных трасс Великого шёлкового пути через горные перевалы Заилийского Алатау из Чуйской долины в Илийскую и является центром целой серии средневековых поселений, призванных обеспечивать безопасность трассы. Существовала прямая связь с одной из столиц караханидов – Баласагуном.

## История
До середины І тыс. н. э. вся территория Семиречья и предгорий Северного Тянь-Шаня оставалась местом обитания кочевых скотоводческих племен, пребывая на периферии оседло-земледельческих цивилизаций Средней Азии и Восточного Туркестана. Но начиная с VI—VII вв. сначала Чуйская долина, а с VIII в. долина Или превращаются в цветущие оазисы земледельческой и городской культуры. В предгорьях Заилийского Алатау появляются города, самым крупным из которых являлся Тальхиз (Талгар) — столичный центр с большой сельскохозяйственной округой. 
Завладевшие этими землями во второй половине VIII в. карлуки и другие кочевые тюркские племена переходят к оседлости, заселяют наряду с согдийцами города Семиречья, которые располагаются теперь вдоль новых транзитных путей международной караванной торговли по Шелковому пути. Один из основных маршрутов проходил в Илийскую долину через перевал Кастек, соединивший городские центры Чуйской долины и города предгорий Северного Тянь-Шаня. У подножия гор при устье Кастекского ущелья возник крупный город, выполнявший функцию охраны караванов, следовавших через перевал Кастек. Из Кастека трасса пролегала к городищам Самсы, Каргалы, Каскелен, Алматы и далее — к крупнейшему городу долины Тальхир (Талгар). Из Илийской долины от городища Кастек трасса Великого шелкового пути шла через перевал к крупнейшему городу Чуйской долины Навакет (Краснореченское городище). 
Город имел площадь около 18 га, а его центральная часть, шахристан, окруженная высокими крепостными стенами с башнями, занимает четыре гектара. Город начал формироваться c конца VII — начала IX в. Расцвет городской жизни пришелся на период до начала XIII века. Перевал Кастек издревле служил для связи долин рек Чу и Или. Упоминание об этом перевале сохранилось в источниках ХV в., описывающих поход Тимура. В 1375 г. армия Тимура из долины Или шла в Атбаш через перевал Кара-Касман (Кастек). Однако о существовании в этот период города в источниках не упоминается. На городище Кастек не выявлены следы разрушений, по-видимому, город прекратил существование еще до монгольского завоевания или был оставлен его жителями вскоре после прихода монголов, разделив одинаковую судьбу с другими городами Семиречья, вновь превратившегося с XIV в. в область господствовавшего кочевого скотоводства. Раскопки городища Кастек начались с 2011 г. и ведутся под руководством археолога А. А. Нуржанова.

## Описание памятника
Средневековое городище Кастек расположено на месте выхода горной речки из горных теснин на просторную предгорную равнину. Центральная часть памятника представляет собой возвышенный над общей поверхностью прямоугольный участок, окруженный оплывшими валами крепостных стен с башнями по периметру. Размер шахристана по линии С-Ю — 210 м, В-З — 150 м, что составляет 4 га. Шахристан обнесен крепостной стеной, которая выглядит как оплывший вал шириной до 15 м, высотой до 4 м. По гребню вала видны впадины и всхолмления на месте оборонительных башен. Всего выделяются 14 башен. Внутри укрепленной территории различаются контуры 32 крупных домовладений и значительное число других построек, расположенных вокруг крепостных укреплений вдоль реки. Вокруг вала с трех сторон, кроме обращенной к обрыву над рекой восточной стены, прослеживается ложбина былого рва глубиной 0,5-2 м и шириной 3-4 м. Въезды в город находятся напротив друг друга в середине северной и южной стен.
В результате раскопок выявлены два периода застройки: верхний строительный горизонт X—XIII вв. (караханидский); нижний строительный горизонт VIII—IX вв. (карлукский). Основные находки из раскопок на городище Кастек представлены керамикой — лепной и станковой (сделанной на гончарном круге). Это котлы, горшки, хумы, а также достарханы (столики диаметром от 30 до 50 см). Одна сторона достарханов украшена кругами, зигзагами, насечками и стилизованными растительными линиями орнамента. Декорировались орнаментом только оборотные стороны, с тем чтобы, когда столик не использовался, вместе с другими столовыми принадлежностями его можно было поставить в доме украшенной стороной кверху. Стол наравне с очагом рассматривается как сакральный центр жилища. Переносный столик, как и очаг, мог служить местом жертвоприношения и пользовался особым почетом. Найден керамический сосуд с семенами конопли. 
Керамика второй половины Х — начала XIII в. в отличие от предыдущего периода изготавливалась на гончарном круге, и лишь некоторые второстепенные формы по-прежнему лепились от руки. Предметы вооружения представлены наконечниками копий, дротиков, стрел и пластинами от панцирных доспехов. В коллекции металлических предметов есть большая серия земледельческих орудий, набор которых говорит о высокой технике агрикультуры: кованные и литые лемехи, кетмени, серпы. На городище найдены водопроводные трубы. Каждое звено водопровода — это труба из обожженной глины, покрытая светлым ангобом. Найдены фрагменты дорогой в то время стеклянной посуды. Среди редких находок есть зубная щетка, вырезанная из кости, костяные заколки для женской прически.

## Сохранность памятника
Памятник расположен под охраной государства, но не включен в Государственный список памятников истории и культуры местного значения Алматинской области 2010 г. Физическая охрана памятника на месте отсутствует, к северу от стен шахристана часть территории городища занята пахотными землями крестьянского хозяйства. Большой по площади археологический раскоп дает представление о планировке северной части города. Хорошо сохранился в рельефе вид древней ирригации, земельных наделов на противоположном берегу р. Кастек.